# Ismael Clark
Ismael Inarejos Vendrell és un músic santboià que es fa dir Ismael Clark (Sant Boi de Llobregat, 1980). Resideix a Portsmouth (Regne Unit) des del 2013 i, durant el temps que porta instal·lat a les Illes Britàniques, ha guanyat l'edició 2013 del concurs per a compositors All about the song i ha participat com a artista convidat al programa de radio BBC Introducing, conduït per Phil Jackson. Ha actuat en algunes de les sales petites més emblemàtiques de Londres com The Dublin Castle i The Workshop, i també en alguns festivals com El Grec (Sala Barts de Barcelona, 2015) o el Dumbfest (Surrey, 2015).
Amb l'ajuda de Verkami i centenars de micromecenes, ha enregistrat quatre albums d'estudi. Un àlbum debut en anglès: Manoeuvres of a Romance (2013), gravat als Cowshead Studios de Londres i coproduit per Joe Leach, i tres en català: El gol de l'any (2017), gravat a l'Estudi ONE28 de Portsmouth, mesclat als estudis Blind Records de Barcelona i coproduït per Lucho Torres, La gràcia d'esculpir un elefant (2019) i Runa i Flor (2021), gravats a l'Estudi Gate24 i coproduïts per Roger Gascón.
Paral·lelament, també ha mantingut contacte amb l'escena musical catalana fent cançons per a altres artistes com Beth (Terra Trencada i Miralls) o lletres per al darrer disc de Ramon Mirabet (Begin Again); The feast & the bones” i “Things that often come to stay”.

## Discografia
- Manouvres of a Romance (2014)
- El Gol de l'Any (2017)
- La Gràcia d'Esculpir un Elefant (2019)
- Runa i Flor (2021)

## Premis
- Premi especial del jurat de la primera edició de Terra i cultura organitzat per Lluís Llach (2008)
- Premi All about the song al The Cellars de Portsmouth (2013)